# Piotr Najewski
Piotr Najewski (ur. 20 kwietnia 1977 w Poznaniu) – polski piłkarz występujący na pozycji napastnika.

## Rodzina
Brat Tomasza Najewskiego.

## Kariera piłkarska
Wychowanek Lecha Poznań. Debiut w I lidze zaliczył w barwach Sokoła Pniewy. Pierwszego gola w I lidze strzelił Sokołowi w meczu z Wartą Poznań 19 kwietnia 1995 roku. W tym samym spotkaniu strzelił drugą bramkę. Następnie reprezentował barwy Zagłębia Lubin, Warty Poznań, Obry Kościan, Stomilu Olsztyn, Śląska Wrocław, Aluminium Konin, Mazura Ełk, MG MZKS Kozienice, AÓ Kavála, AÓ Aías Salamínas oraz PAS Préveza.
W ekstraklasie zagrał 40 spotkań i strzelił 3 bramki.